# Bonosus (presbiter)
Bonosus (4. század) ókeresztény író.
Életéről azon kívül, hogy a 4. században Trierben a luciferiánusok vezetője volt, semmit nem tudunk. Munkáiból semmi nem maradt fenn.